# Fucus
Fucus ist eine Seetang-Gattung der Braunalgen.

## Beschreibung
Die Fucus-Arten sind stattliche, mehrjährige Makroalgen. Ihr lederartig derber, braungrüner Thallus ist abgeflacht, in einer Ebene gabelig verzweigt und von einer Mittelrippe durchzogen. Er erreicht bis etwa 50 cm Länge. An der Basis ist er mit einem scheibenförmigen Haftorgan fest mit dem Untergrund verbunden. Bei älteren Exemplaren bildet die Mittelrippe nach Verlust der Thallusränder einen festen Stiel. Oft sind Gasblasen vorhanden, die dem Tang im Wasser Auftrieb verleihen.

### Vermehrung

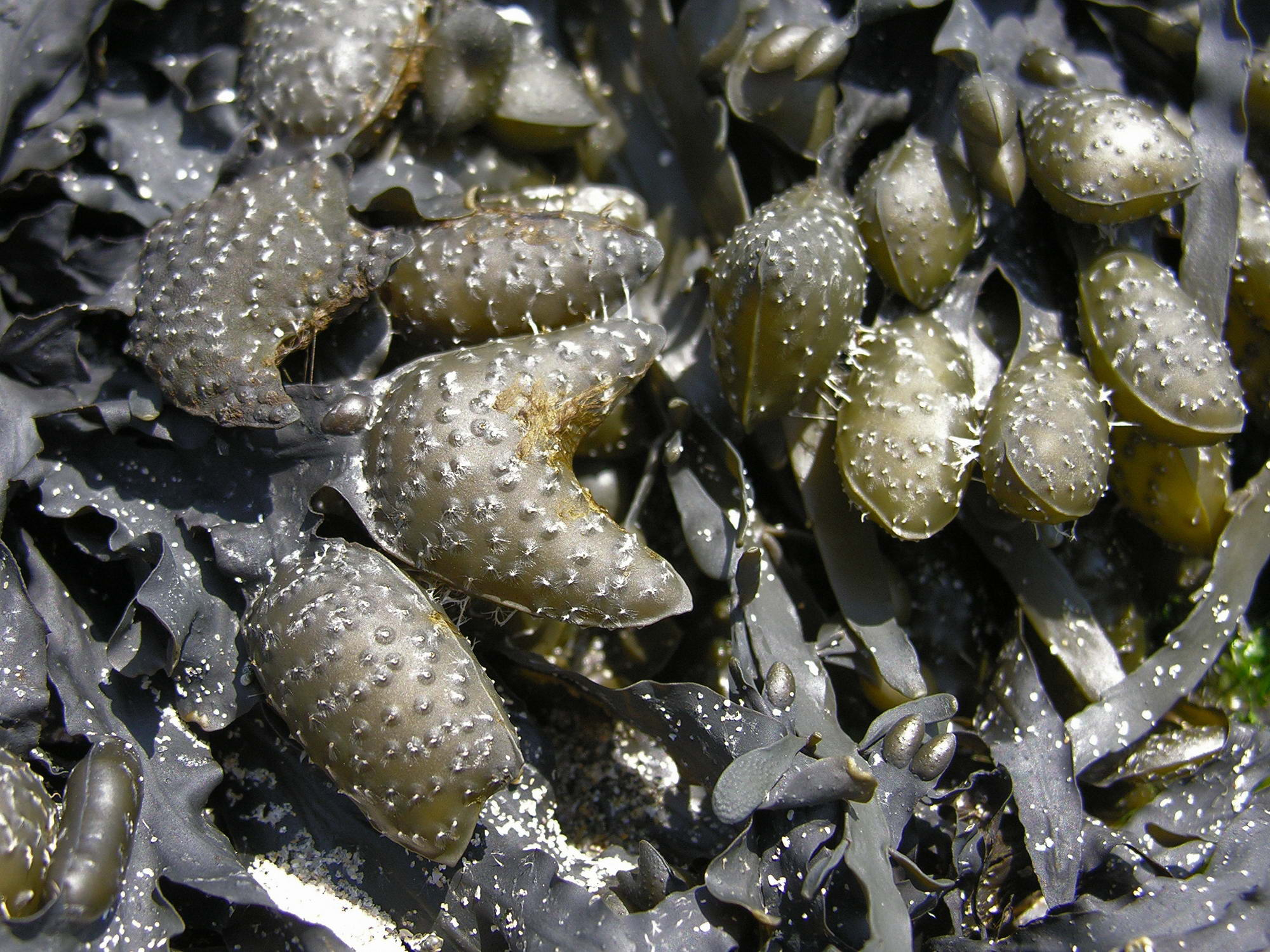
Rezeptakeln, gepunktet durch zahlreiche Konzeptakeln

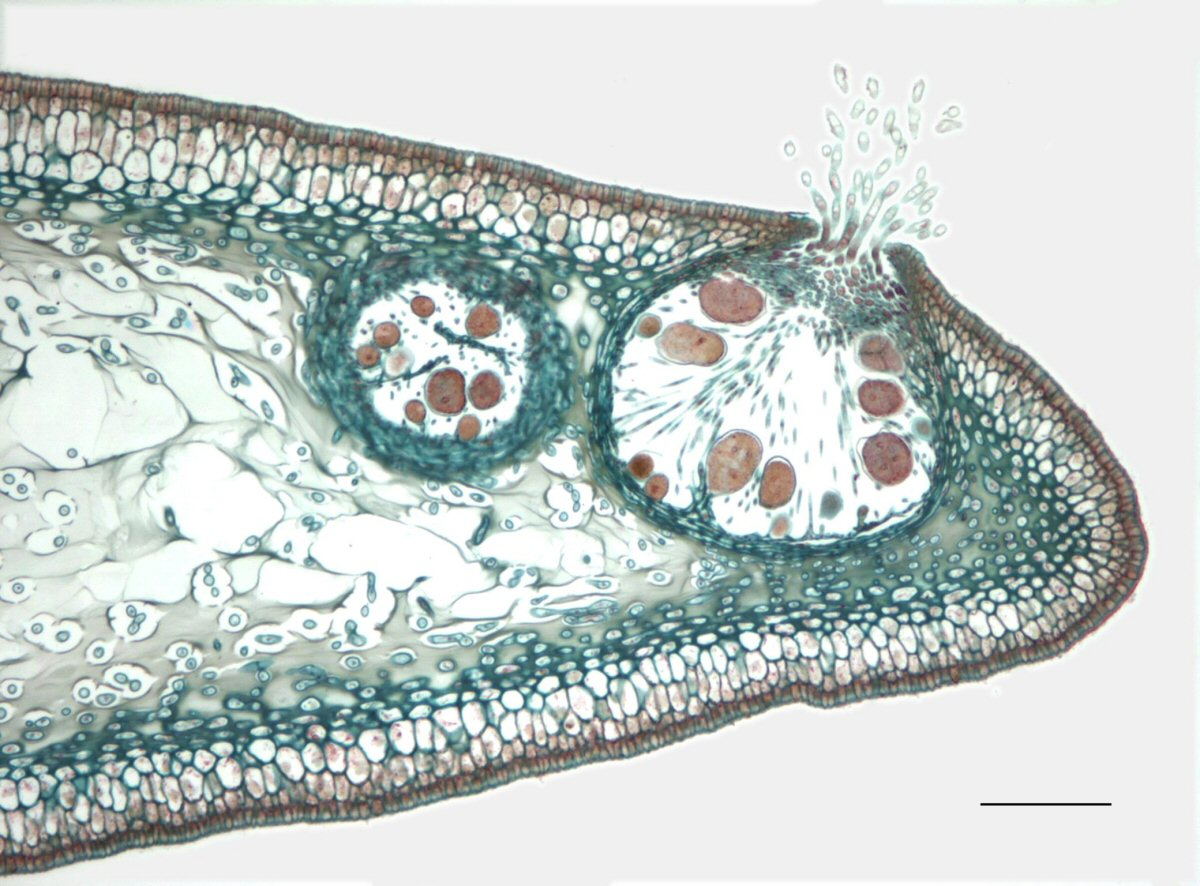
Thallusquerschnitt mit eingesenkten Konzeptakeln

Die Fucus-Tange sind stets diploid. Zur Reifezeit bilden sich an den Thallusenden die meist geschwollenen Fruchtkörper, so genannte Rezeptakeln, an denen die Gameten aus krugförmig eingesenkten Organen (Konzeptakeln) freigesetzt werden. Bei den meisten Arten sind männliche und weibliche Konzeptakeln auf verschiedene Exemplare verteilt (Diözie). Einige Arten sind monözisch mit männlichen und weiblichen Sexualorganen auf demselben Thallus. Manche der monözischen Arten sind zwittrig (beispielsweise der Spiraltang), andere getrenntgeschlechtig.
Innerhalb der Konzeptakel werden die männlichen Gameten (Zoosporen, Schwärmer) durch Meiose an verzweigten Antheridienständen gebildet. Die Eizellen entstehen an kurz gestielten Oogonien. Wenn die Algen bei Niedrigwasser austrocknen, werden die Gameten an die Oberfläche herausgedrückt und mit der ansteigenden Flut abgewaschen und vermischt. Die Eizellen locken die männlichen Geschlechtszellen mit Hilfe des Kohlenwasserstoffs Fucoserraten an. Nach der Befruchtung und Verschmelzung der Zellkerne (Karyogamie) setzt sich die Zygote fest, keimt aus und bildet einen neuen diploiden Thallus.
Nach der Hauptreifezeit erneuern sich die Fruchtkörper.

## Vorkommen
Die Fucus-Arten sind im kühlen Wasser von Nordatlantik und Nordpazifik verbreitet. In der Nordsee und Ostsee kommen sie vor allem an steinigen Küsten vor. Sie besiedeln festen Untergrund, wie Hafenmauern, Felswatt oder Muschelbänke von der oberen bis zur unteren Gezeitenzone. Die einzelnen Arten bevorzugen unterschiedliche Höhenzonen: am weitesten oben kommt der Spiraltang vor, nach unten folgen Fucus guiryi, Blasentang und Sägetang.

## Systematik

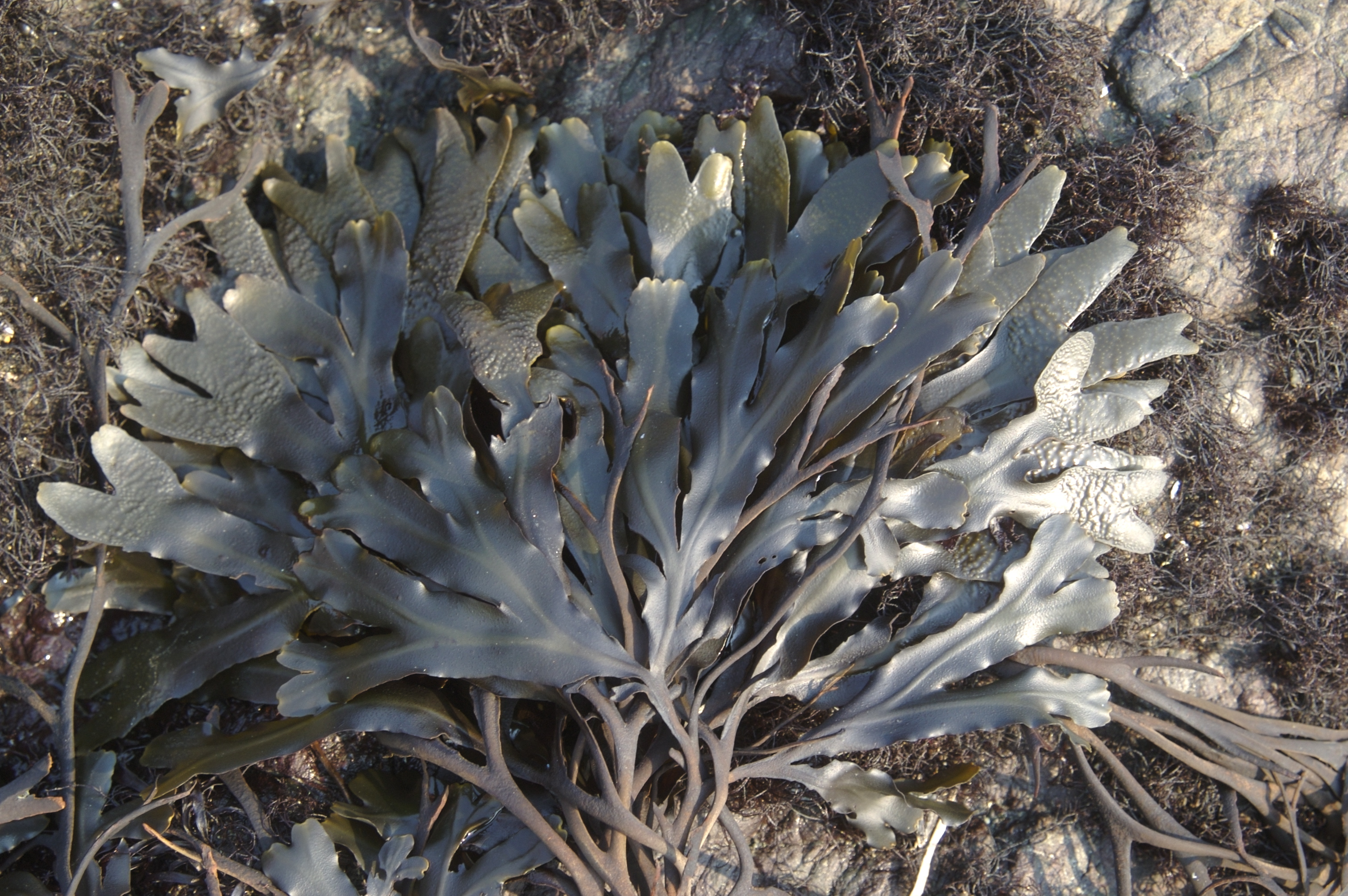
Fucus distichus

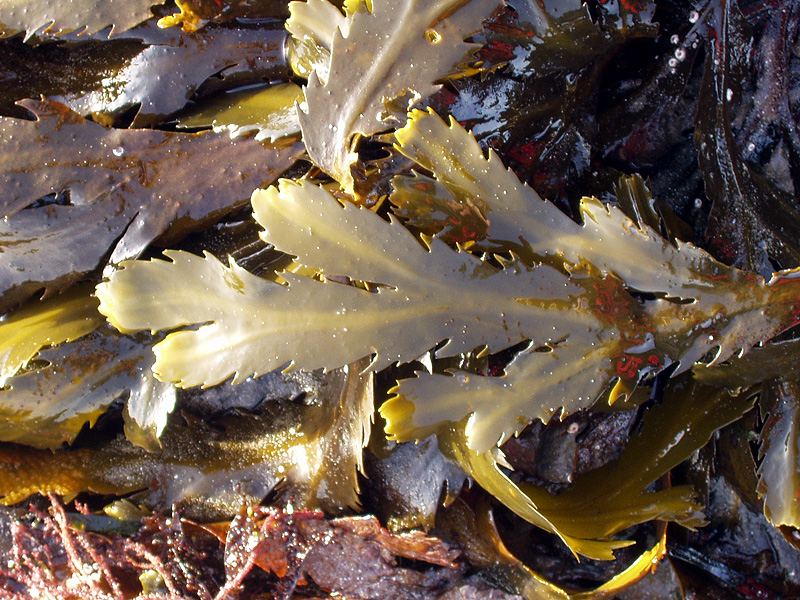
Sägetang (Fucus serratus)

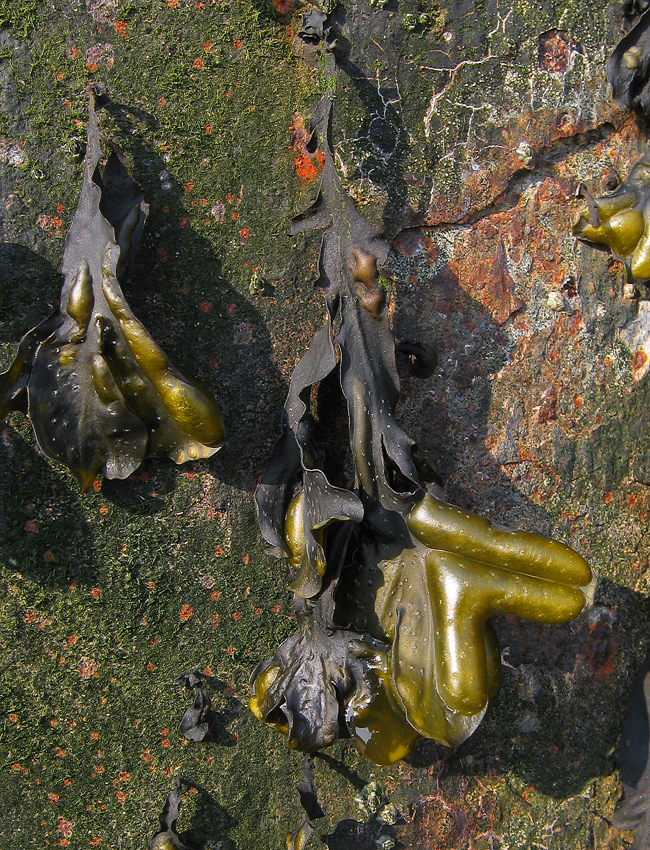
Spiraltang (Fucus spiralis)

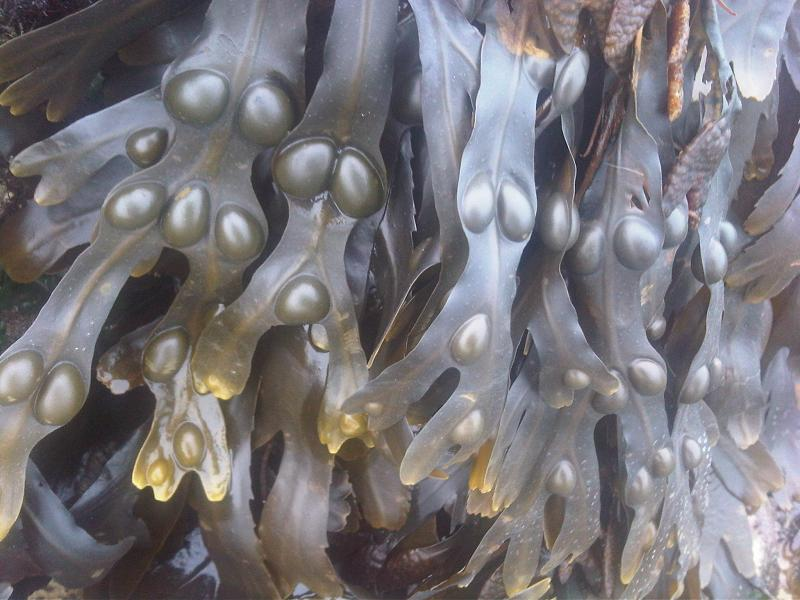
Blasentang (Fucus vesiculosus)

Die Gattung Fucus wurde 1753 durch Carl von Linné in Species plantarum, Band 2, S. 1158 aufgestellt. Der Gattungsname Fucus ist eine lateinische Ableitung von griechisch: Phykos (Tang). Als Typusart wurde die Art Fucus vesiculosus L. bestimmt (Lectotypus). Die Gattung gehört zur Ordnung der Fucales. Sie umfasst nach Guiry (in Algaebase 2012) derzeit 15 Arten:
- Fucus ceranoides L.: Er kommt im Nordostatlantik von Spitzbergen bis Portugal und Spanien vor und ist auch in der Nordsee heimisch.
- Fucus cottonii M. J. Wynne & Magne: Er kommt an den Küsten von Norwegen, Großbritannien, Irland und Frankreich vor.
- Fucus distichus L.: Er ist weit verbreitet im Nordatlantik und Nordpazifik (Grönland, Japan, in Nordamerika von Kalifornien bis Kanada und Alaska, in Europa in Skandinavien, Großbritannien und Irland)
- Fucus evanescens C. Agardh: Er ist weit verbreitet im Nordatlantik und Nordpazifik und kommt auch in der Ostsee vor.
- Fucus gardneri P. C. Silva: Er ist an den Küsten von Nordamerika und in der Beringsee verbreitet.
- Fucus guiryi G. I. Zardi, K. R. Nicastro, E. S. Serrão & G. A. Pearson (Syn. Fucus spiralis var. platycarpus): Er kommt im Nordostatlantik von Großbritannien und Irland bis nach Marokko vor.
- Fucus lagasca Clemente: (Verbreitung in algaebase nicht angegeben)
- Fucus parksii Gardner: Endemisch in Kalifornien.
- Fucus radicans L. Bergström & L. Kautsky: Endemisch in der Ostsee an der Küste von Schweden.
- Sägetang (Fucus serratus L.), mit gesägtem Thallusrand, ohne geschwollene Rezeptakel: Im Nordatlantik von Spitzbergen bis zu den Kanarischen Inseln und in Nordamerika verbreitet. Er kommt auch in der Nordsee und Ostsee vor.
- Fucus setaceus Poiret: (Verbreitung nicht angegeben)
- Fucus spataeformis Esper: (Verbreitung nicht angegeben)
- Spiraltang (Fucus spiralis L.): In Europa von Skandinavien bis zu den Kanarischen Inseln und nach Marokko verbreitet, auch in der Nordsee und Ostsee. In Nordamerika an den Küsten von Atlantik und Pazifik.
- Blasentang (Fucus vesiculosus L.), von dem es auch eine blasenlose Form gibt: Im Nordatlantik von Nordeuropa, Nord- und Ostsee bis nach Marokko verbreitet, in Amerika von Kanada bis zur Karibik und nach Brasilien.
- Fucus virsoides J. Agardh: endemisch im Mittelmeer (Adria)

## Nutzung
Sägetang und Blasentang werden in Irland und Frankreich zur Herstellung von Seetang-Extrakt für Kosmetikprodukte genutzt. Als Tangbäder werden die getrockneten Algen auch in der Thalassotherapie eingesetzt.